# ダイポールモード現象

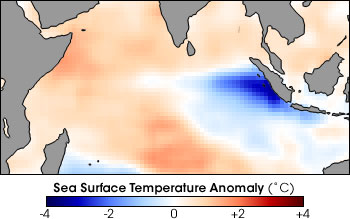
正のダイポールモード現象が発生している時の温度偏差のイメージを色で表現

ダイポールモード現象（ダイポールモードげんしょう、英語: Indian Ocean dipole、略称: IOD、Indian Niñoとも）とは、インド洋熱帯域において初夏から晩秋にかけて東部で海水温が低くなり、西部で海水温が高くなる大気海洋現象の事を言う。それに伴って起こる風や気候の変化を含み、エルニーニョ現象と同様に世界の気候に大きな影響を与える事が明らかになった。特にアジアあるいはインドの夏のモンスーンに影響を与える事から、その重要性が次第に認識されつつある。インド洋ダイポールモード現象、インド洋ダイポール、ダイポール現象とも呼ばれる。

## 概要
1999年に海洋研究開発機構の山形俊男、サジ・N・ハミードらによって発見された太平洋のエルニーニョ現象に類似した現象である。ただし、海水温の分布様式はエルニーニョ現象とは東西逆である。
インド洋東部の南東貿易風が異常に強い時に発生する事が多いが、同海域の温度躍層（水温躍層）が深い場合には発生しにくい。インド洋の海水温変動ではエルニーニョに伴うインド洋全域昇温に次ぐ強いシグナルを持つ。
研究によれば、1961年や1994年、2021年の現象のようにエルニーニョ現象とは独立に発生する場合もあれば、エルニーニョ現象を誘発する場合もあると考えられている。
通常、2年連続で発生する事は珍しいが、2006 - 2008年は3年連続、2012 - 2013年は2年連続で発生している。

## 発生の原因

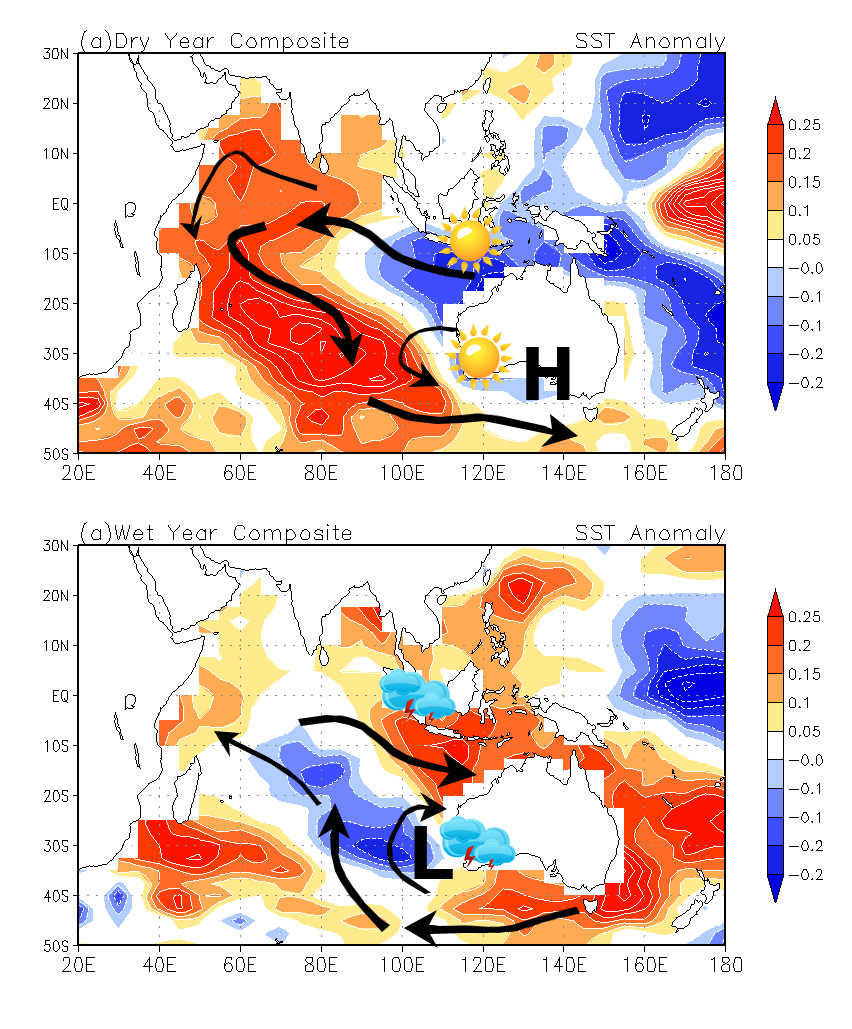
上が正のダイポールモード、下が負のダイポールモード。

なんらかの理由で、インド洋で南東貿易風が強まると、東側にあった高温の海水は西側へ移動させられ、また東側では、深海からの湧昇や海面から蒸発が盛んになるために海水温が低下する。これが正のダイポールモードである。
一方、インド洋で逆に南東貿易風が弱まると、東から西への海流が滞るため、高温の海水が東側に滞留し、西側は海水温が低下する。高温となった東側では対流活動が活発化する。これが負のダイポールモードである。

## 影響
（正の）ダイポールモード現象が発生すると、インド洋の西側にある東アフリカでは海水温の上昇により、蒸発が盛んになり、降水量が増加する。逆にインド洋の東側にあるインドネシアでは蒸発が抑えられるので、降水量が減少する。両地域の大気の性質は、インド〜日本にかけてのモンスーンアジアの気象に多大な影響を持っているため、ダイポールモードによる大気の変化が伝播するとこれらの地域で異常気象を引き起こす。
この現象は、テレコネクション（遠隔相関）によってアジア各地の気候に影響を及ぼすと考えられている。フィリピンから中国南部、インドシナ半島からインド北部にかけては降水量が増加し、気象庁気象研究所（当時）の新田勍により発見された太平洋・日本パターン（PJ）と呼ばれるテレコネクション機構により、日本を含む極東地域では降水量が減少し、猛暑となるとされる。1994年の現象は北朝鮮の農業に大きな打撃を与えた。日本でも1994年、2001年、2006年、2007年、2008年、2010年、2012年、2013年、2018年、2020年、2021年、2023年などの猛暑は、この現象によりもたらされたとされている。
また、モンスーン-砂漠機構によって地中海沿岸諸国の猛暑は、この現象と密接な関係がある事がわかってきた。この猛暑はこれを抑えるべく北欧からのマエストロ、エテジアンなどと呼ばれる冷涼な風を招き、大気を不安定にして低気圧の発生を促す。こうして形成された大気擾乱はアジアンジェットと呼ばれる渦位の導波管を伝わって日本を含む極東域にたまり、対流圏全域に及ぶ等価順圧な高圧域を形成する。日本付近が猛暑になる場合には「クジラの尾（尻尾）」の高気圧パターンが存在する事が経験的にわかっているが、最近の研究からダイポールモード現象によるテレコネクションはこの一因となると考えられている。

## 関連文献
- Abram, Nerilie J. et al. (2007). “Seasonal characteristics of the Indian Ocean dipole during the Holocene epoch”. Nature 445 (7125):  299–302. Bibcode: 2007Natur.445..299A. doi:10.1038/nature05477. PMID 17230187.
- Ashok, Karumuri; Guan, Zhaoyong; Yamagata, Toshio (2001). “Impact of the Indian Ocean Dipole on the Relationship between the Indian Monsoon Rainfall and ENSO”. Geophysical Research Letters 28 (23):  4499–4502. Bibcode: 2001GeoRL..28.4499A. doi:10.1029/2001GL013294.
- Li, Tim et al. (2003). “A Theory for the Indian Ocean Dipole–Zonal Mode”. Journal of the Atmospheric Sciences 60 (17):  2119–35. Bibcode: 2003JAtS...60.2119L. doi:10.1175/1520-0469(2003)060<2119:ATFTIO>2.0.CO;2.
- Rao, S. A. et al. (2002). “Interannual variability in the subsurface Indian Ocean with special emphasis on the Indian Ocean Dipole”. Deep-Sea Research Part II 49 (7–8):  1549–72. Bibcode: 2002DSR....49.1549R. doi:10.1016/S0967-0645(01)00158-8.
- Saji, N. H. et al. (1999). “A dipole mode in the tropical Indian Ocean”. Nature 401 (6751):  360–3. doi:10.1038/43854. PMID 16862108.
- Behera, S. K. et al. (2008). “Unusual IOD event of 2007”. Geophysical Research Letters 35 (14):  L14S11. Bibcode: 2008GeoRL..3514S11B. doi:10.1029/2008GL034122.